# Весілля в Київській губернії
«Весілля в Київській губернії» — картина українського живописця Миколи Пимоненка, створена 1891 року. Зберігається в Національному художньому музеї України у Києві. Походить з колекції Миколи Терещенка.

## Опис
Картина написана 1891 року під Київщині у Малютинці, де щоліта Пимоненко жив з сім'єю і де обладнав собі майстерню; стала етапною в його творчості та відображає початок художньої зрілості майстра. В цьому полотні вперше яскраво проявилося його майстерність цікаво й деталізовано розробляти сюжет, вміло компонувати, досягати життєвої переконливості у відображенні певної ситуації та образів дійових осіб.
Діагональна побудова багатофігурної композиції дала художникові змогу широко показати різноманітних учасників весілля. Їхні образи Пимоненко тлумачить з двох поглядів: з ліричного, розмірковуючи на долею молодої й молодого, і трохи з гумористичного в зображенні інших учасників цієї процесії. Йому вдалося правдиво з виразністю передати почуття усіх дійових осіб, знайти для кожної з них природну позу й індивідуальну характеристику. Зокрема, наречені йдуть статечно й задумливо, як це й треба за звичаєм, а селяни тут весело жартують, співають і пританцьовують. Комічно виглядає п'яний сват. За зовнішньою святковістю відчувається сум і невпевненість у щасливому майбутті молодих. Молода жінка з дитиною на руках дивиться замислено, немовби пригадуючи своє власне весілля; процесію у захваті споглядає дівчина; зацікавлено подивляється на них хлопчик. Художник ввів до композиції персонажів, що проваджають поглядом наречених, щоб відтворити враження руху процесії та привернути увагу глядачів до її учасників. Художнику довго не вдавалося завершити діагональ композиції в лівій частині картини. Аж поки він не пригадав двох селян, які йшли, підтримуючи один одного бо самостійно на ногах вже не трималися. Цей комічний дует став чудовим завершенням композиції. 
Це полотно є одним з перших творів художників, в якому дія розвертається не в приміщенні, а просто неба. Пейзаж тут змальовує сільську вулицю в осінній день та відіграє роль не тільки середовища, а й доповнює сюжет: це свідчення того, що весілля відбувається в традиційну для села того часу весільну пору року. Гама кольорів на полотні стримана, в ній домінують спокійні вохристі, коричнуваті, синьо-сірі кольори й лише іноді виділяються червоні барви (наприклад хустки, пояси та ін.) як акценти. Ретельно зображені в картині українські костюми з усім характерними деталями. Втім в емоційному плані сам колорит картини тут великої ролі ще не відіграє. 
Ліворуч внизу картини міститься підпис: Н. Пимоненко 91.

## Визнання
Картина «Весілля в Київській губернії» одразу привернула увагу любителів мистецтва і дістала схвальну оцінку в пресі . Газетах і журналах, в оглядах академічної виставки 1891 року і в статтях в центрі уваги були полотна Пимоненка «Весілля в Київській губернії» і «Ранок Христового Воскресіння». У зв'язку з успіхом цих двох картин Микола Мурашко клопотався перед радою Академії мистецтв про присвоєння Пимоненку звання художника. 2 квітня 1891 року художник отримав звання Почесного вільного общника.